# GSC3730-606
GSC3730-606 — хімічно пекулярна зоря спектрального класу B9, що має видиму зоряну величину в смузі V приблизно 12,0.